# Jaime King
Jaime Barbara King, anche nota come Jamie King e James King e, durante il matrimonio, come Jaime King-Newman (Omaha, 23 aprile 1979) è un'attrice e modella statunitense.

## Biografia
Figlia di Nancy, un'ex-reginetta di bellezza, e di Robert King, ha una sorella maggiore (Sandi), una sorella (Barry) e un fratello (Robert) minori. Nata a Omaha, in Nebraska, il 23 aprile 1979, è stata chiamata così in onore di Jaime Sommers, personaggio interpretato da Lindsay Wagner nella popolare serie degli anni settanta La donna bionica.
Nel 2016 - in seguito all'esibizione di Lady Gaga alla cerimonia degli Oscar, in cui la cantante, vittima di stupro all'età di 19 anni, si è esibita cantando in favore delle vittime di violenza - ha confessato di avere subito abusi sessuali da adolescente, condividendo la sua esperienza su Twitter: "Sento di essere guarita dopo anni di violenze. Avevo 12 anni, adesso è il tempo del coraggio".

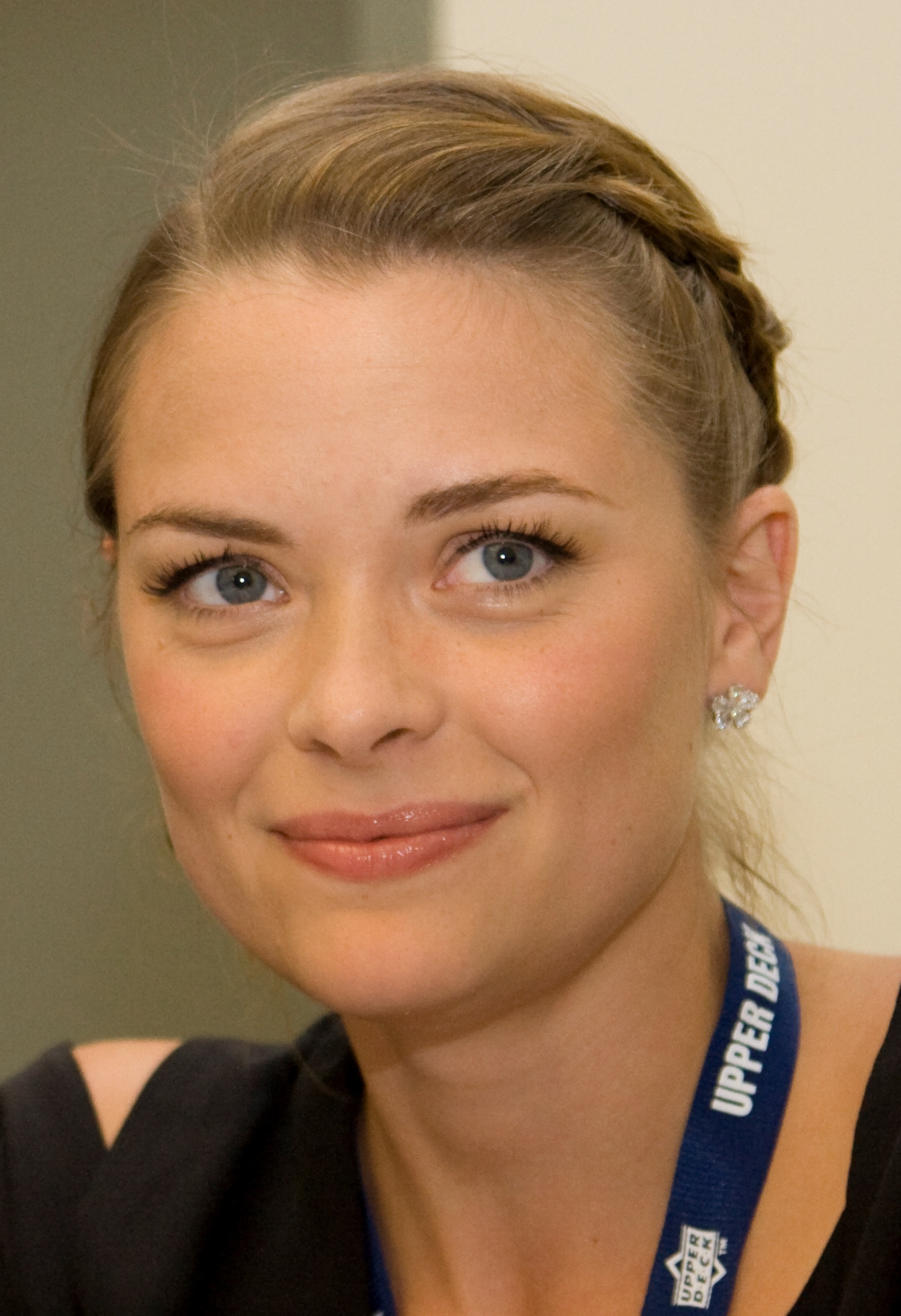
Jamie King al Comic-Con di San Diego nel luglio 2008

Nel 1994, all'età di quindici anni, dopo la separazione dei suoi genitori, frequenta la scuola per modelle Nancy Bounds' Studios, nella quale verrà scoperta dall'agente Michael Flutie. In seguito, nel 1995 si trasferisce a New York dopo aver abbandonato il Westside High School, dove inizia a lavorare come modella professionista, alternando lavoro e studio e iscrivendosi nel frattempo ad un programma di studio a domicilio gestito dall'Università del Nebraska.
Sale alla ribalta nel 1996 in seguito alla pubblicazione del controverso articolo James Is a Girl del The New York Times, il quale documenta i primi passi della modella durante la settimana della moda di Parigi, con una serie di fotografie curate da Nan Goldin. Nel 1998, durante la conduzione della modella e attrice Rebecca Romijn, è inviata nel programma di moda di MTV House of Style.
La sua carriera di modella la porta a sfilare per Chanel, Alexander McQueen, Miu Miu, Christian Dior, Vivienne Tam, Jill Stuart, Anna Molinari, Olivier Theyskens, Givenchy, Elsa Schiaparelli, Nicole Miller, Nina Ricci, Salvatore Ferragamo, Sonia Rykiel, John Rocha, Givenchy, Marc Jacobs, Missoni, John Galliano, Chloé, Max Mara, Antonio Berardi, Gucci, Tom Ford, Karl Lagerfeld, Yohji Yamamoto, Dolce & Gabbana, Blumarine, Vivienne Westwood, Cristóbal Balenciaga, Betsey Johnson, Dries van Noten e Victoria's Secret nel 1998 e 1999.
Viene inoltre richiesta per editoriali e copertine di riviste come Vogue, Glamour, Harper's Bazaar, Seventeen, Mademoiselle, Elle, Cosmopolitan, Allure, Marie Claire, Dazed, GQ, Teen Vogue, Tatler, Maxim, Le Figaro, Paper, Details e I-D. Appare inoltre in diverse campagne pubblicitarie di noti brand tra cui Calvin Klein, Abercrombie & Fitch, Cesare Paciotti, Benetton, Guess? e Revlon.
Debutta come attrice nel 2001 nel film indipendente Maial Campers - Porcelloni al campeggio, presentato al Sundance Film Festival, successivamente ottiene una piccola parte in Blow nel ruolo di Kristina Jung da adulta, figlia del contrabbandiere George Jung (interpretato da Johnny Depp). Nello stesso anno interpreta l'infermiera Betty Bayer in Pearl Harbor. Nel 2002 prende parte nel noto calendario Pirelli insieme ad altre modelle e personalità dello spettacolo. Ottiene popolarità nel 2005 interpretando la dark lady Goldie e la sua gemella Wendy nel film Sin City. Successivamente lavora nei film Rischio a due e Il ritorno della scatenata dozzina.
Nel 2008 prende parte all'adattamento cinematografico del fumetto The Spirit, nella parte di Lorelei Rox ed il ruolo di Vanessa Flood, una giovane divorziata, nella sitcom statunitense Provaci ancora Gary. Nel 2009 lavora nella commedia Fanboys, nel remake del film horror San Valentino di sangue 3D e presta la voce nella serie animata Star Wars: The Clone Wars in cui compare come guest star in sette episodi. 
Appare nei videoclip Chariot di Gavin DeGraw, Take a Picture dei Filter, Sexed Up di Robbie Williams, Never Say Never dei The Fray e Summertime Sadness di Lana Del Rey. 
Tra i suoi registi preferiti figurano George Lucas, Steven Spielberg, Danny Boyle e Tim Burton.
Dal 2011 al 2015 aumenta la sua popolarità grazie al ruolo di Lemon Breeland nella serie televisiva Hart of Dixie.

## Vita privata
Durante i suoi primi anni come modella, la King ha iniziato a usare eroina e ha sofferto di tossicodipendenza e alcolismo dai 14 ai 19 anni. Nel 1997 il suo fidanzato, il fotografo di moda Davide Sorrenti, morì a seguito di un'overdose. La King ha quindi deciso di disintossicarsi ed è andata in riabilitazione a 19 anni per l'abuso di alcool ed eroina. Nel 2000 ha brevemente frequentato il rapper Kid Rock.
Nel gennaio del 2005, sul set di Fanboys, conosce il regista Kyle Newman. Dopo tre mesi di relazione, i due iniziano a convivere. Newman ha proposto a Jaime di sposarlo nella primavera del 2007 e i due si sono sposati il 23 novembre dello stesso anno al Greystone Park and Manor di Los Angeles, lo stesso luogo in cui Newman le aveva proposto il matrimonio. La coppia ha avuto un figlio, James Knight Newman, nato il 6 ottobre 2013, tenuto a battesimo dalla collega e amica, Jessica Alba.
Nel 2014 ha rivelato di aver intrapreso una terapia contro l'endometriosi e la sindrome dell'ovaio policistico, che avrebbero portato all'infertilità. La King ha infatti sofferto cinque aborti spontanei e una gravidanza extrauterina prima della nascita del suo primo figlio. Nel febbraio 2015 annuncia di essere incinta del secondo figlio e che Taylor Swift le avrebbe fatto da madrina. Il 16 luglio 2015 nasce il secondogenito della coppia, Leo Thames.
Nel maggio 2020, la King ha chiesto il divorzio da Newman dopo tredici anni di matrimonio. Ha anche messo in atto una petizione per la prevenzione della violenza domestica e le è stato concesso un ordine restrittivo temporaneo contro Newman.
La King ha stretto rapporti di amicizia con Taylor Swift, Selena Gomez e Jessica Alba.

## Agenzie
- NEXT Management - Londra, Los Angeles, New York
- Why Not Model Agency - Milano

## Filmografia

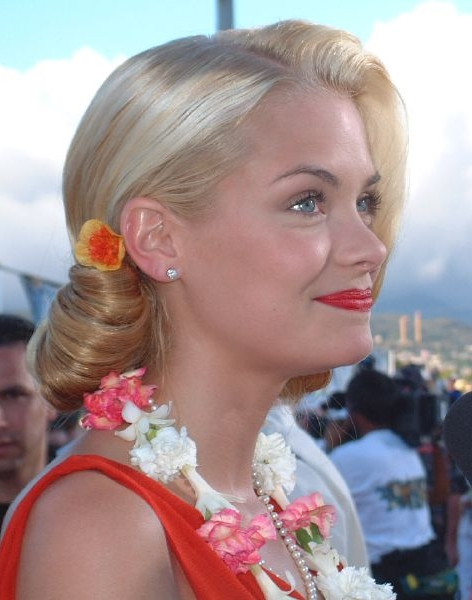
Jaime King nel maggio 2001 alla première hawaiana del film Pearl Harbor

### Attrice

#### Cinema
- Maial Campers - Porcelloni al campeggio (Happy Campers), regia di Daniel Waters (2001)
- Blow, regia di Ted Demme (2001)
- Pearl Harbor, regia di Michael Bay (2001)
- Slackers, regia di Dewey Nicks (2002)
- Stella solitaria (Lone Star State of Mind), regia di David Semel (2002)
- Four Faces of God, regia di Anthony Hartman - cortometraggio (2002)
- Il monaco (Bulletproof Monk), regia di Paul Hunter (2003)
- White Chicks, regia di Keenen Ivory Wayans (2004)
- Pretty Persuasion, regia di Marcos Siega (2005)
- Sin City, regia di Frank Miller e Robert Rodriguez (2005)
- Rischio a due (Two for the Money), regia di D.J. Caruso (2005)
- Il ritorno della scatenata dozzina (Cheaper by the Dozen 2), regia di Adam Shankman (2005)
- The Alibi, regia di Matt Checkowski e Kurt Mattila (2006)
- The Tripper, regia di David Arquette (2006)
- True True Lie, regia di Eric Styles (2006)
- They Wait, regia di Ernie Barbarash (2007)
- The Spirit, regia di Frank Miller (2008)
- San Valentino di sangue 3D (My Bloody Valentine 3-D), regia di Patrick Lussier (2009)
- Fanboys, regia di Kyle Newman (2009)
- Waiting for Forever, regia di James Keach (2010)
- A Fork in the Road, regia di Jim Kouf (2010)
- Mother's Day, regia di Darren Lynn Bousman (2010)
- The Carlton Dance, regia di Daniel Spink - cortometraggio direct-to-video (2012)
- Silent Night, regia di Steven C. Miller (2012)
- The Pardon, regia di Tom Anton (2013)
- Sin City - Una donna per cui uccidere (Sin City: A Dame to Kill For), regia di Robert Rodriguez e Frank Miller (2014)
- Barely Lethal - 16 anni e spia (Barely Lethal), regia di Kyle Newman (2015)
- Bitch, regia di Marianna Palka (2017)
- Room 303, regia di Alasdair McLellan - cortometraggio (2017)
- Ocean's 8, regia di Gary Ross (2018)
- Escape Plan 2 - Ritorno all'inferno (Escape Plan 2: Hades), regia di Steven C. Miller (2018)
- Escape Plan 3 - L'ultima sfida (Escape Plan: The Extractors), regia di John Herzfeld (2019)
- Ice Cream in the Cupboard, regia di Drew Pollins (2019)
- Fuori dalla legge (Out of Death), regia di Mike Burns (2021)
- Code Name Banshee, regia di Jon Keeyes (2022)
- McCrorey Rd., regia di Shane Coffey - cortometraggio (2022)
- Hoax: The Kidnapping of Sherri Papini, regia di Marta Borowski (2023)
- The Resurrection of Charles Manson, regia di Remy Grillo (2023)
- A luci spente (Lights Out), regia di Christian Sesma (2024)

#### Televisione
- Harry Green and Eugene - serie TV, episodi sconosciuti (2004)
- The O.C. - serie TV, episodio 2x21 (2005)
- Kitchen Confidential – serie TV, 13 episodi (2005-2006)
- Worst Week of My Life - serie TV, episodio 1x01 (2006)
- The Class - Amici per sempre (The Class) - serie TV, 6 episodi (2006-2007)
- Provaci ancora Gary (Gary Unmarried) - serie TV, 13 episodi (2008-2009)
- Tit for Tat - serie TV, episodio 1x01 (2009)
- My Generation - serie TV, 5 episodi (2010)
- Love Bites - serie TV, episodio 1x08 (2011)
- Hart of Dixie - serie TV, 76 episodi (2011-2015)
- House Husbands - serie TV, episodio 1x07 (2012)
- Comedy Bang! Bang! - serie TV, episodio 3x14 (2014)
- Love Advent - serie TV, episodio 4x28 (2014)
- Una promessa sotto il vischio (The Mistletoe Promise), regia di David Winning - film TV (2016)
- Attention Deficit Theater - serie TV, episodi sconosciuti (2016)
- Black Summer - serie TV, 15 episodi (2019-2021)

#### Videoclip
- Filter Take a Picture  (1999)
- Robbie Williams Sexed Up, regia di Jonas Åkerlund (2003)
- Gavin DeGraw Chariot (2009)
- The Fray Never Say Never, regia di Ace Norton (2009)
- Lana Del Rey Summertime Sadness, regia di Kyle Newman e Spencer Susser (2012)
- LP One Last Time, regia di Stephen Schofield (2021)

### Doppiatrice

#### Cinema
- Red Tails, regia di Anthony Hemingway (2012)

#### Televisione
- Spartacus: Blood and Sand - Motion Comic - serie animata, episodio 1x03 (2010)
- Star Wars: The Clone Wars - serie animata, 9 episodi (2009-2014) - Aurra Sing e altri
- Robot Chicken - serie animata, episodio 8x16 (2016)
- Transformers: Power of the Primes - serie animata, 5 episodi (2018)

### Produttrice

#### Cinema
- Latch Key, regia di Jaime King - cortometraggio (2012)
- Blue Moon, regia di Emily Ruhl - cortometraggio (2021)
- McCrorey Rd., regia di Shane Coffey - cortometraggio (2022)
- The Resurrection of Charles Manson, regia di Remy Grillo (2023)

#### Televisione
- Tit for Tat - serie TV, episodio 1x01 (2009)
- Attention Deficit Theater - serie TV, episodi sconosciuti (2016)
- Black Summer - serie TV, 16 episodi (2019-2021)

### Regista
- The Break In - cortometraggio (2011)
- Latch Key - cortometraggio (2012)

### Sceneggiatrice
- Tit for Tat - serie TV, episodio 1x01 (2009)
- Latch Key, regia di Jaime King - cortometraggio (2012)

## Riconoscimenti
- Behind The Voice Actors Award
  - 2015 - Candidatura alla miglior voce femminile in una serie televisiva in un ruolo ospite per Star Wars: Clone Wars
- Critics' Choice Award
  - 2006 - Candidatura al miglior cast corale per Sin City (condiviso con Mickey Rourke, Clive Owen, Jessica Alba, Benicio del Toro, Brittany Murphy, Rosario Dawson, Elijah Wood, Alexis Bledel, Bruce Willis, Devon Aoki e Nick Stahl)
- DVD Exclusive Award
  - 2003 - Candidatura alla miglior attrice per Happy Campers
- Gold Derby Award
  - 2006 - Candidatura al miglior cast per Sin City (condiviso con Jessica Alba, Alexis Bledel, Powers Boothe, Rosario Dawson, Benicio del Toro, Michael Clarke Duncan, Carla Gugino, Josh Hartnett, Rutger Hauer, Michael Madsen, Brittany Murphy, Clive Owen, Mickey Rourke, Nick Stahl, Bruce Willis, Elijah Wood)
- Scream Award
  - 2009 - Candidatura alla miglior attrice horror per San Valentino di sangue
  - 2009 - Candidatura alla miglior attrice fantasy per The Spirit
- Teen Choice Award
  - 2001 - Candidatura alla Choice Model
- Young Hollywood Award
  - 2001 - New Styilemaker - Female

## Doppiatrici italiane
Nelle versioni in italiano delle opere in cui ha recitato, Jaime King è stata doppiata da: 
- Barbara De Bortoli ne Il monaco, Sin City, The Spirit, Sin City - Una donna per cui uccidere
- Ilaria Latini in Kitchen Confidential, Provaci ancora Gary, Black Summer
- Debora Magnaghi in Escape Plan 2 - Ritorno all'inferno, Escape Plan 3 - L'ultima sfida
- Francesca Manicone ne Il ritorno della scatenata dozzina, A luci spente
- Daniela Calò in San Valentino di sangue 3D
- Eleonora De Angelis in Hart of Dixie
- Rossella Acerbo in Pearl Harbor
- Claudia Pittelli in White Chicks
- Emanuela Amato in The Class
- Roberta Pellini in Silent Night
- Domitilla D'Amico in Blow
- Laura Latini in The O.C.